# Хантер, Рональд
Рональд Ли «Рон» Хантер (англ. Ronald Lee «Ron» Hunter; 1943, Бостон — 3 декабря 2013, Лос-Анджелес) — американский актёр.

## Биография
Рональд Хантер родился в Бостоне (штат Массачусетс) и вырос в его пригороде Бруклайне. Большинство своих ролей он сыграл на телевидении. До 1979 года его самой известной ролью была роль лорда Гастингса в бродвейской постановке «Ричарда III». Ранее он появился в телесериале «Одна жизнь, чтобы жить», документальной драме канала PBS The Edelin Conversation в роли доктора Кеннета Эделайна, и в телесериале «Коджак» в роли «вечного студента».
Первой главной ролью Хантера на телевидении была роль в фильме The Lazarus Syndrome (1978), в котором также снимался Луис Госсет-младший. В 1979 году он появился в небольшой роли в фильме «Соблазнение Джо Тайнана». В 1980-х годах Хантер снялся в мини-сериале телеканала PBS Three Sovereigns for Sarah и пилотной серии телесериала канала CBS «Кегни и Лейси».
В 1988 году Хантер снялся в фильме Internal Affairs, где его партнёром был Ричард Кренна. Он также играл в фильмах и сериалах «А вот и Полли» (2004), «Закон и порядок» (1991), «Теория Большого взрыва» (2008).
Рональд Хантер умер 3 декабря 2013 года в медицинском центре Woodland Hills в Лос-Анджелесе от сердечной и почечной недостаточности в возрасте 70 лет. Он пережил трёх своих детей, двух внуков и сестру.